# 愛知県道45号安城碧南線
愛知県道45号安城碧南線（あいちけんどう45ごう あんじょうへきなんせん）は、愛知県安城市大東町から愛知県碧南市須磨町に至る県道（主要地方道）である。
また、県道は安城市内は全区間片側1車線となっており、碧南市内の一部区間は片側2車線となっている。

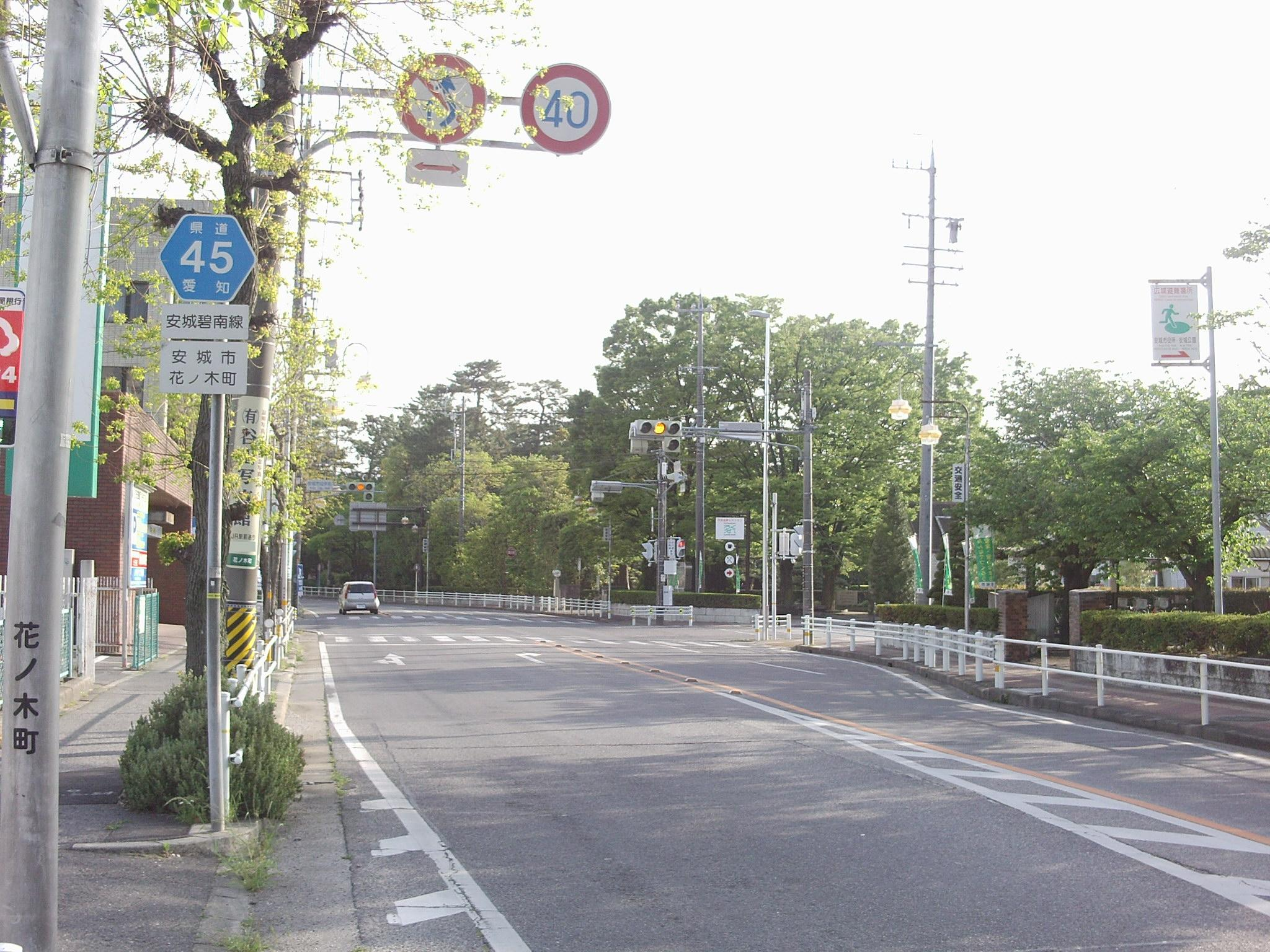
安城市役所前

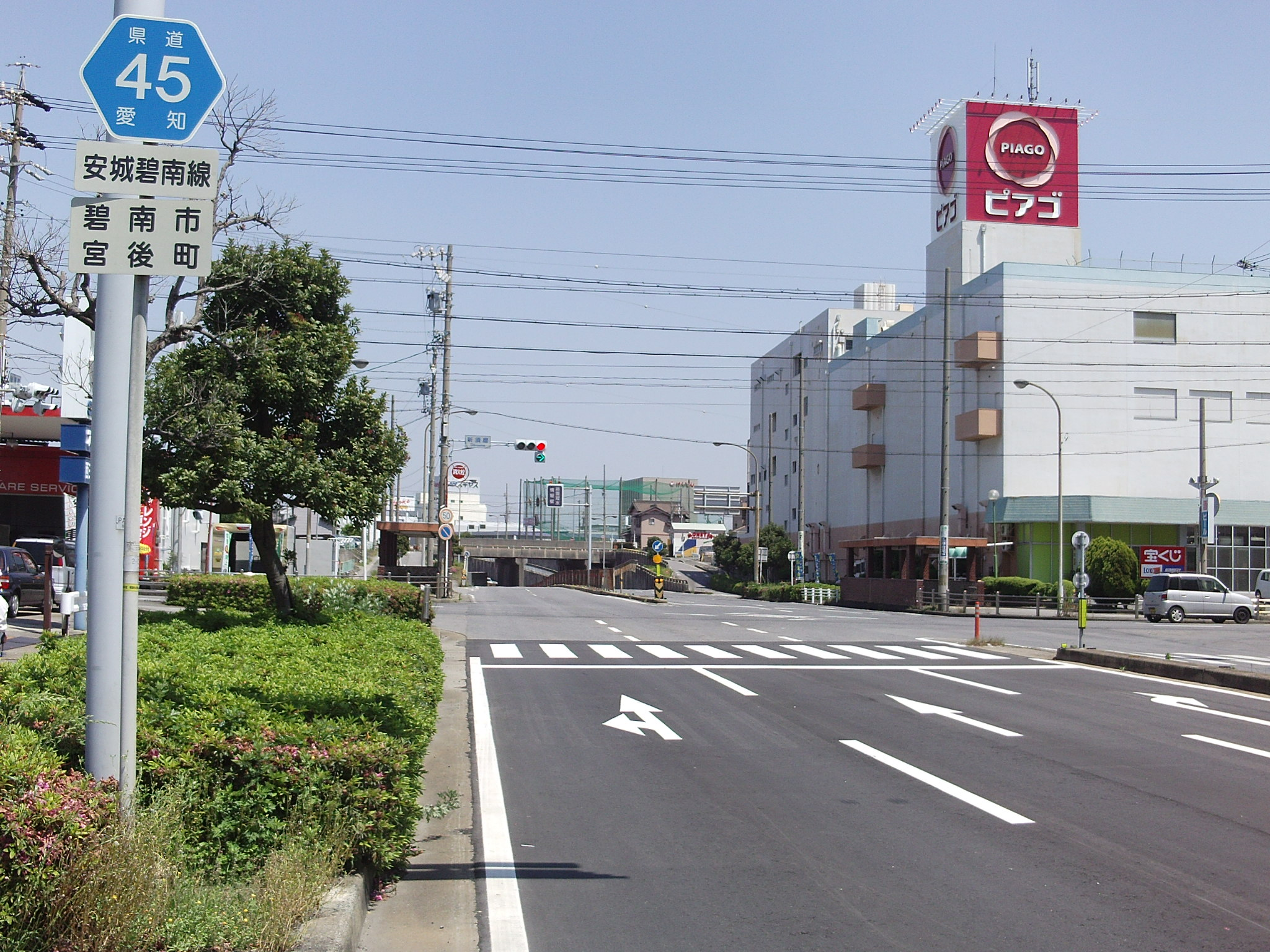
碧南市側（新須磨）

## 概要
安城市の市街地をスタートし、安城市の南西部を通り、碧南市中心部に至る道路である。途中には安城産業文化公園デンパークがある。

### 路線データ
- 起点：愛知県安城市大東町（大東町交差点）
- 終点：愛知県碧南市須磨町（碧インター西交差点）

## 沿革
- 1959年12月15日 認定

## 通過する自治体
- 愛知県
  - 安城市
  - 碧南市

## 接続する道路
- 愛知県道47号岡崎半田線（大東町交差点）
- 愛知県道48号岡崎刈谷線（小堤町交差点）
- 愛知県道288号豊田安城自転車道線
- 愛知県道12号豊田一色線（赤松町交差点）
- 国道23号（知立バイパス：榎前町杭山交差点・和泉インターチェンジ）
- 愛知県道299号南中根小垣江線（和泉町西交差点）
- 愛知県道46号西尾知多線（東端町交差点）
- 愛知県道301号西尾新川港線（笹山町交差点）
- 愛知県道304号碧南高浜環状線（中央中学校東交差点）
- 愛知県道303号平坂福清水線（末広町交差点）
- 愛知県道43号岡崎碧南線・愛知県道50号名古屋碧南線（新須磨交差点）
- 国道247号（碧インター東交差点・碧インター西交差点）

## 沿線
- 安城市立安城中部小学校
- JR東海道本線 安城駅
- 安城商工会館
- 安城郵便局
- 安城市役所
- 安城市民会館
- へきしんギャラクシープラザ（文化センター、中央公民館）
- 安城公園
- 安城市立安城南中学校
- 安城市総合福祉センター
- 愛知県立安城高等学校
- 安城産業文化公園デンパーク
- 国道23号（知立バイパス・和泉インターチェンジ）
- 安城市立明祥中学校
- 安城市立明和小学校
- 油ヶ淵
- 碧南市民病院
- 碧南市立中央中学校
- 名鉄三河線（海線） 碧南中央駅
- 国道247号 碧インターチェンジ

## 別名
- フラワーロード（安城市）
- 小堤町通り（安城市）
- 桜町通り（安城市）
- 大浜街道（碧南市～安城市）